# Francisco Julião
Francisco Julião Arruda de Paula, conocido como Francisco Julião (Pernambuco, 16 de febrero de 1915 — Cuernavaca, 10 de julio de 1999) fue un abogado, político y escritor brasilero.
Nació en Engenho Boa Esperança, en el municipio de Bom Jardim, en Pernambuco. Se recibe de abogado en 1939, en Recife. Fue líder desde 1955 de las Ligas Campesinas (organizaciones cuyo objetivo era luchar por la distribución de tierras y los derechos de los campesinos, intentando alcanzar una reforma agraria en Brasil).

## Primeros años
Francisco Julião Paula Arruda nació en el ingenio de Buena Esperanza, propiedad de su abuelo en la ciudad de Bom Jardim (PE) el 16 de febrero de 1915. Sus padres, Adauto Barbosa de Paula y María Lidia Arruda de Paula, eran integrantes de familias tradicionales de Pernambuco. Pasó su infancia en las propiedades de la familia al lado de sus siete hermanos. A los 13 años de edad fue enviado a estudiar a Recife, donde concluyó el curso secundario en el Instituto Carneiro León en 1933. 
Estudió en un internado en Recife e ingresó en la Faculdade de Direito de Recife (facultad integrada en la Universidad Federal de Pernambuco) a la edad de 18 años. En la misma época, compró, junto con un colega, el Colegio Monsenhor Fabrício, en Olinda, habiendo ejercido como director y profesor primario del colegio.
Las ideas progresistas y revolucionarias que encontró en la Facultad tuvieron en él una gran influencia, lo que hizo que empezara a pensar en defender a los campesinos. Julião fue fuertemente influenciado por el debate desarrollado en la Universidad Federal de Pernambuco, que era importante centro de oposición al Estado Novo.
Según su testimonio al semanario El Pasquim, cuando dejó la universidad ya poseía ideas marxistas y consideraba fundamental la participación de los campesinos en la transformación de la sociedad brasileña. Poco después de su graduación, pasó un día detenido en el Departamento de Orden Político y Social (DOPS).
"Ya que no pude hacer una cirugía en un hospital, voy a intentar hacer una cirugía en esta sociedad que está enferma, y ver si es posible quebrar ese tumor, que es el campesino pobre, sin tierra, abandonado, sin justicia, sin nada", pensaba Julião. Él consideraba que sin la participación de los campesinos en las reformas y los cambios sociales, no se podría imaginar ni realizar una verdadera transformación de la sociedad brasileña.
Antes de dejar la universidad, en 1939, propuso a algunos colegas montar un bufete de abogados que defendiera los derechos de los campesinos. Ninguno aceptó la propuesta y, en 1940, Francisco Julião se dirigió solo al campo, con la idea de que era necesario crear entre los campesinos la conciencia de sus derechos. 
En 1940, montó una oficina de abogados en Recife e inició sus actividades como defensor de campesinos, constatando la enorme distancia que separaba "la ley codificada y la que realmente se aplicaba en el campo". En el año siguiente, ya defendía causas campesinas en varios municipios de Pernambuco, especialmente Vitória de Santo Antão, Bom Jardim, Limoeiro y Jaboatão, donde había gran número de arrendatarios y pequeños propietarios rurales. Francisco Julião afirmaba que la "gran revolución en curso se limitaba a sacar al campesino de la puerta del delegado a la puerta del juez", y su actuación más frecuente se refería al combate a las prestaciones de trabajo (el llamado cambio) ya los aumentos arbitrarios del foro pagado por los trabajadores a los dueños de las tierras, además de la defensa de los habitantes amenazados de expulsión por los grandes propietarios. En la región sur de la zona de Mata, donde se concentraban las mayores usinas de azúcar del estado y predominaban los trabajadores asalariados, la actuación de Julião fue mucho más restringida, limitándose a pocos procesos. Uno de los más significativos ocurrió en el municipio de Amaraji, donde defendió gran número de trabajadores amenazados de expulsión de las tierras donde vivían hace más de 40 años, recién compradas por la usina Santa Teresinha.

## Vida política y su trabajo con el campesinado
Con el fin del Estado Novo (Brasil) y la dictadura de Getúlio Vargas, se unió al Partido Republicano de Brasil. Concurrió sin éxito a la elección por un escaño en la Asamblea Nacional Constituyente en los comicios del 2 de diciembre. En esa campaña, apoyó al candidato de la Unión Democrática Nacional (UDN), brigadier Eduardo Gomes, en la disputa por la presidencia de la República, vencida por el general Eurico Gaspar Dutra con el apoyo de la coalición del Partido Social Democrático (PSD) y el Partido Laborista Brasileño (PTB).
En esa época, además de las actividades partidistas y del trabajo con los campesinos, Julião ejercía la abogacía en su oficina de Recife, especializada en cuestiones de familia, haciéndose conocido como defensor de los derechos de las mujeres. A pesar del crecimiento de su prestigio como abogado en el medio rural, la eficacia de su actuación era pequeña, pues la legislación vigente no favorecía la defensa del campesino, que "acababa siempre perdiendo las cuestiones". Por eso, comenzó a madurar la idea de organizar y unir a los labradores, buscando modificar su forma de actuación, hasta ahí restringida al terreno de la asistencia jurídica. Su primer paso fue escribir una serie de documentos, iniciada en 1946 con la Carta a los primeros de Pernambuco, que tuvo gran circulación. Al mismo tiempo, comenzó a incentivar la presencia de campesinos en las audiencias y juicios de los procesos como medio de desarrollar iniciativas colectivas y formas embrionarias de organización. Gracias a esa orientación, en los años siguientes muchas demandas judiciales movilizaron grupos de más de cien campesinos que se dirigían a las ciudades para dar solidaridad al compañero directamente ligado a la cuestión.
En 1947, el PR lanzó a Eurico de Sousa León para las elecciones a gobernador de Pernambuco, disminuyendo así las posibilidades de éxito del candidato udenista Manuel Neto Campelo, principal oponente del penedista Alexandre Barbosa Lima Sobrinho, vencedor de los comicios. Considerando que su partido había cometido un grave error al contribuir indirectamente a la victoria de un representante del PSD, Julián se desligó del PR, adhiriendo poco después al Partido Socialista Brasileño (PSB).
En 1951, Julián publicó su primer libro, Cachaça, que recibió elogioso prefacio de Gilberto Freire. El título se refería a la práctica de ciertos terratenientes de pagar a sus trabajadores con aquella bebida. Luego, terminó de escribir su primera novela, Hermano Juazeiro, publicada en 1961, que trata del conflicto entre un campesino y un terrateniente en el interior de Pernambuco.
En la zona cañaveral del Noreste, constató que muchos señores de ingenio alquilaban tierras. Una parte de ellas estaba destinada a quienes debían trabajarla todos los días, este tipo de trabajador era llamado eiteiro y recibía dinero en efectivo. Otros alquilaban la tierra, pagando una suma anual de dinero, teniendo aún la obligación de trabajar cierta cantidad de días para el propietario de la tierra, denominados foreiros. En el Noreste de Brasil, la palabra “cambão” expresa el día de trabajo que el inquilino da al patrón sin recibir nada a cambio.
En un trabajo persistente, Francisco Julião procuraba convencer a los campesinos de que ellos no deberían continuar trabajando sin ser pagados, dado que esto constituye un acto ilegal, comprometiéndose a defenderlos ante el Poder Judicial de Brasil, de ser necesario. Para él, era evidente la necesidad de organizar y unificar a los campesinos. 
Gracias a su actividad política con los campesinos y su carácter diligente, escaló posiciones en la sección regional de Pernambuco del Partido Socialista Brasileño. Fue elegido Diputado del Estado, en 1954, por el Partido Socialista Brasileño. En enero de 1955, fue requerido por campesinos del Ingenio Galiléia, en Vitória de Santo Antão, fundadores de la Sociedad Agrícola y Pecuaria de los Plantadores de Pernambuco, que requerían un abogado. Julião asumió, entonces, el compromiso de defenderlos. Poco tiempo después, la Sociedad se convertiría en la primera de las Liga Campesinas.
La expresión Ligas Campesinas surgió en los periódicos y representaba la reacción de los dueños de ingenios y terratenientes, que querían colocar estas asociaciones en la ilegalidad. Fue un movimiento político importante, que sensibilizó a las masas en todo el Noreste de Brasil. Julião se preocupaba por incorporar a los campesinos al proceso de desarrollo de la democracia brasileña. Los primeros sindicatos fueron organizados por las Ligas Campesinas, y Francisco Julião preparó diversos procesos, posibilitando la fundación de innumerables sindicatos en toda la zona cañaveral.
En agosto de 1955, representantes de las ligas participaron del Congreso por la Salvación del Nordeste, organizado por el Ayuntamiento de Recife, que tuvo a Julião como presidente de honor, en un contexto en el que ya defendía la necesidad de un cambio radical en el sistema de propiedad de la tierra y de producción agrícola en el Nordeste de Brasil.
En 1958 fue reelegido con una expresiva votación para otro mandato en la Asamblea Legislativa de Pernambuco, representando al Partido Socialista Brasileño. En 1959, logró una importante victoria judicial que garantizó la posesión de las tierras del ingenio de Galilea para sus habitantes, basándose en una ley recién promulgada que determinaba la Expropiación de la propiedad con pago de indemnización al antiguo dueño.
Las ligas campesinas comenzaron a obtener repercusión nacional y despertar el interés de la prensa nacional e internacional. El movimiento sobrepasó efectivamente las fronteras de Pernambuco a partir de 1959 con la fundación de la primera Liga Campesina paraibana. En 1960 , el diario norteamericano The New York Times, publicó una serie de artículos sobre las Ligas Campesinas, presentando a Julião  como líder del campesinado brasileño, apuntando a la gravedad de la situación económica y social del campesinado de Brasil.
A principios de 1961, Julião encontró en Río de Janeiro al líder comunista Luís Carlos Prestes para discutir la posibilidad de unión de las fuerzas del Partido Comunista Brasileño (PCB) con las ligas campesinas. El PCB defendía un programa basado en la mejora de las condiciones de vida de los trabajadores agrícolas, mientras que las aleaciones de las ligas con la Unión de los Labradores y Trabajadores Agrícolas de Brasil (Ultab) representadas por cerca de 600 delegados y teniendo a Julião como su principal portavoz, abogaban una reforma agraria radical. 
La fuerza de las ligas campesinas comenzó a decrecer en 1962, al mismo tiempo que se aceleraba el proceso de encuadramiento institucional del movimiento campesino, patrocinado por el gobierno federal. En octubre fue elegido diputado federal por Pernambuco con apoyo del Partido Socialista Brasileño.
A principios de 1963, recomendó a sus partidarios que se abstuvieran de votar en el plebiscito convocado por  João Goulart, para definir la permanencia del Parlamentarismo o la vuelta del presidencialismo. Esta actitud contribuyó a su aislamiento dentro de la izquierda. En 1979, declaró haber sido siempre contrario a las propuestas que conducían al movimiento campesino a la revolución armada y se opuso sistemáticamente a las ocupaciones de tierras realizadas en Pernambuco en 1962 y 1963.

## Ligas Campesinas
Las primeras Ligas Campesinas surgieron en Brasil, en 1945, después de la redemocratización del país después de la dictadura del presidente Getúlio Vargas. Campesinos y trabajadores rurales se organizaron en asociaciones civiles, bajo la iniciativa y dirección del recién legalizado Partido Comunista Brasileño – PCB. Fueron creadas ligas y asociaciones rurales en casi todos los estados del país. En 1948, sin embargo, con la proscripción del PCB hubo el desmoronamiento de las organizaciones de trabajadores en Brasil.
Entre 1948 y 1954, eran pocas las organizaciones campesinas que funcionaban y rarísimas las que aún conservaban el nombre de Liga, como la Liga Campesina de Iputinga, dirigida por José dos Prazeres, uno de los líderes del movimiento en Pernambuco y localizada en el barrio del mismo nombre, en la zona oeste de la ciudad de Recife.
En enero de 1955, con la creación de la Sociedad Agrícola de Plantadores y Pecuaristas de Pernambuco, la SAPP, localizada en el Ingenio Galiléia, en Vitória de Santo Antão, Pernambuco, hubo el resurgimiento de las Ligas Campesinas en el Nordeste. A partir de su resurgimiento, las Ligas dejaron de ser organizaciones y pasaron a ser un movimiento agrario, que contagió a un gran contingente de trabajadores rurales y también urbanos.
En agosto de 1955, se realizó en Recife, el Congreso de Salvación del Nordeste, que tuvo gran importancia para el movimiento campesino, ya que fue la primera vez en Brasil, que más de dos mil personas, entre autoridades, parlamentarios, representantes de la industria, del comercio, de sindicatos, de las Ligas Campesinas, profesionales liberales y estudiantes, se reunieron para discutir abiertamente los principales problemas socioeconómicos de la región. La Comisión de Política de la Tierra estaba compuesta por más de doscientos delegados, en su mayoría campesinos representantes de las Ligas. En septiembre del mismo año, fue realizado, también en Recife, el  Primer Congreso de Campesinos de Pernambuco, organizado por el profesor Josué de Castro, que culminó con un gran desfile de campesinos por las calles de la ciudad.
A partir de ahí, las Ligas Campesinas se expandieron para diversos municipios de Pernambuco y también para otros estados brasileños: Paraíba, donde el núcleo de Sapé fue uno de los más expresivos e importantes, llegando a congregar más de diez mil miembros; Rio Grande do Norte, Bahia, de Janeiro (en la época estado de Guanabara); Minas Gerais, São Paulo, Paraná, Rio Grande do Sul, Goiás, Mato Grosso, Acre y también el Distrito Federal, Brasília. El movimiento tenía como objetivos básicos luchar por la reforma agraria y la posesión de la tierra. En el plano nacional su principal líder fue el abogado y diputado por el Partido Socialista Brasileño, Francisco Julião, que aglutinó el movimiento en torno de su nombre y de su figura, consiguiendo reunir idealistas, estudiantes, algunos intelectuales y proyectándose como presidente de honra de las Ligas Campesinas.
En 1962, fue creado el periódico A Liga, vehículo de divulgación del movimiento. Con la aprobación del Estatuto del Trabajador Rural, en este mismo año, muchas Ligas se transformaron en sindicatos rurales.
A finales de 1963 el movimiento estaba concentrado en los estados de Pernambuco y Paraíba y su apogeo como organización de trabajadores rurales ocurrió a inicio de 1964, cuando fue organizada la Federación de las Ligas Campesinas de Pernambuco, de la cual hacían parte 40 organizaciones, con cerca de 40 mil afiliados en el estado.
En Paraíba, Rio Grande do Norte, Acre y Distrito Federal (Brasília), donde aún funcionaba el movimiento, el número de afiliados era de aproximadamente 30 mil, congregando así a las Ligas Campesinas entre 70 y 80 mil personas en la época.
Las Ligas Campesinas funcionaban con dos secciones, la  Organización de Massas (0.M.), que reunía a moradores de la ciudad (Ligas Urbanas), mujeres (Ligas Femeninas), pescadores (Ligas de los Pescadores), Ligas de los Desempleados, Ligas de los Sargentos y todas las personas que admitían la necesidad de la reforma agraria y la Organización Política (O. P.), que aceptaba apenas determinados miembros de la Organización de Masas, aquellas que se destacaban en su trabajo, reuniendo cualidades políticas, ideológicas y morales que justificaran su condición de militante de la organización.
Con el Golpe Militar de 1964, el movimiento fue desarticulado, proscrito, siendo su principal líder preso y exilado. El movimiento funcionó aún durante algún tiempo, a través de la Organización Política Clandestina, que poseía una dirección nacional formada por asalariados rurales y campesinos, que se infiltraron en sindicatos agrícolas, pasando a ayudar presos y perseguidos políticos.

## Exilio
Luego del Golpe de Estado en Brasil de 1964, permaneció tres meses en la clandestinidad, antes de ser arrestado cerca de Brasília. A pesar de ser buscado por la policía, logró llegar a la capital minera, donde permaneció durante tres días y escribió un manifiesto contra el movimiento militar, publicado por el escritor uruguayo Eduardo Galeano en la revista Marcha, de Montevideo. Regresó luego a Brasilia, donde pasó a vivir en una pequeña casa situada a unos kilómetros de la ciudad en compañía de dos trabajadores. Pasó a aguardar allí la llegada de un mensajero que le traía dinero para viajar hacia la región del Araguaia (PA). Sin embargo, el 3 de junio el local fue invadido por una patrulla de la policía. Julián intentó mantener su disfraz de candango, pero uno de los policías lo reconoció, afirmando: "La mano es de campesino, pero el pie es de diputado." Juliao fue conducido al Batallón de policías en Brasilia, donde permaneció 20 días. En el caso de que se produzca un accidente de tránsito en la ciudad de Recife, se colocó durante 40 días en celda solitaria del 2.º Batallón de Guardias, siendo transferido en septiembre siguiente para un alojamiento en la sede del Cuerpo de Bomberos de la capital pernambucana, quedando en compañía de Miguel Arrais . En ese lugar, Juliao escribió Hasta cuarta, Isabela, que, en forma de una carta a su hija recién nacida, fue publicada antes de su liberación.
Permaneció en diversas prisiones durante 18 meses. Al ser liberado en 1965, se lo incentiva a que se exilie. El 21 de abril de 1965, Arrais fue liberado gracias a un habeas corpus concedido por el Supremo Tribunal Federal (STF), y el 27 de septiembre de ese año, a través del mismo mecanismo, Julián también dejó la prisión. Su abogado fue Heráclito Fontoura Sobral Pinto. El nuevo presidente de la República, mariscal Humberto de Alencar Castelo Branco, se interesó personalmente por el caso y viajó al Nordeste para negociar la liberación con oficiales del IV Ejército. Según Julião, como resultado de esos entendimientos, el orden del STF fue cumplido, pero él recibió un plazo de 24 horas para salir de Pernambuco. Exiliado, abandonó Brasil el 30 de diciembre de 1965. 
Durante 15 años, fue un exiliado político en México, luego de verse denegados los pedidos de asilo en la antigua Yugoslavia (debido a un conflicto entre ese país y Cuba, una vez conocidas las relaciones cordiales que Julião mantenía con el dirigente cubano, Fidel Castro) y en Chile. Julião también pidió asilo en la embajada de Argelia, pero problemas internos de orden político retrasarían una decisión. Finalmente, con la ayuda de un amigo, el escritor Antônio Calado, consiguió contactarse con la embajada mexicana y ser aceptado por ese país.    
En México, sintió la fuerte presencia campesina y llegó a realizar investigaciones, en el Estado de Morelos, con los viejos soldados del revolucionario mexicano Emiliano Zapata, sobrevivientes de la Revolución Mexicana de 1910.
De 15 a 17 de junio de 1979, Julián participó en el Encuentro de los Trabajadores del Brasil con los Trabajadores en el Exilio, realizado en Lisboa bajo el liderazgo del exgobernador gaucho Leonel Brizola, donde se discutió la formulación de un programa partidista capaz de orientar convocatoria de una asamblea nacional constituyente, y declaró que "la penetración violenta del capital monopolista en Brasil contribuyó para que el campo sufriera una sacudida sísmica. El campesino que dejé en Brasil fue triturado, fue transformado en un asalariado. Hoy, el fenómeno del flotador merece la primacía de todo luchador social ".
El 28 de agosto de 1979, el presidente João Batista Figueiredo sancionó la amnistía, que permitió la vuelta a Brasil de casi todos los exiliados. El 26 de octubre, Julián desembarcó en Río de Janeiro y el 7 de noviembre llegó a Pernambuco, reafirmando su adhesión al PTB. Sin embargo, dos grupos pasaron a disputar la posesión de esa sigla, uno liderado por Brizola y otro por la exdiputada Ivete Vargas, que obtuvo el registro provisional para su organización ante el Tribunal Superior Electoral el 12 de mayo de 1980. La agrupación encabezada por Brizola, y apoyada por Julião pasó entonces a llamarse Partido Democrático Laborista (PDT), obteniendo poco después el registro provisional en el mismo tribunal.

## Vuelta del Exilio y Muerte
La amnistía política, decretada en 1979, posibilitó su regreso al Brasil. En la década de 1980, participó de las luchas por la redemocratización del país. Por medio de las Ligas Camponesas, inspiró al Movimiento de los Trabajadores Rurales Sin Tierra y otros movimientos políticos y sociales comprometidos con mejorar la vida del pueblo brasileño.
Francisco Julião escribió varios libros: Cachaça (cuentos, 1951), Irmão Juazeiro (novela, 1961), Que são as Ligas Camponesas (1962), Até quarta, Isabela (1964), Cambão (1975), Guia do camponês, ABC do camponês, Cartilha do camponês, Carta de alforria do camponês, Bença, mãe. Varios de ellos fueron traducidos a otros idiomas.   
Julião fue pionero en combatir el tipo de estructura terrateniente existente en Brasil y procuró crear una consciencia nacional sobre el problema agrario y la necesidad de llevar a cabo una Reforma agraria en Brasil y en el resto de América Latina. De sus logros se destacan: las luchas por la Reforma agraria y por la liberación de los campesinos en Brasil y el continente americano. Aliado de Leonel Brizola, se afilia al PDT e intenta ser electo nuevamente diputado federal en 1986, pero es derrotado en las elecciones.
A partir de 1990, se mudó a Río de Janeiro y, posteriormente, volvió a México. Se casó y tuvo seis hijos. Falleció, víctima de un infarto agudo de miocardio, el día 10 de julio de 1999, a los 84 años, en el poblado mexicano de Tepoztlán, cerca de Cuernavaca. Su muerte repercutió intensamente en Brasil y en el exterior.

## Obras literarias
- Cachaça (1951).
- Irmão Juazeiro (1961).
- O que São as Ligas Camponesas (1962).
- Até Quarta, Isabela (1965).
- Cambão: La Cara Oculta de Brasil (1968).
- Escuta, Camponês

Julião traduce junto con Miguel Arraes, cuando ambos estaban encarcelados, Le viol de foules par la propagande politique, del ruso Sergei Tchakhotine.